# روجر مكدونالد
روجر مكدونالد (بالإنجليزية: Roger McDonald)‏‏ (23 يونيو 1941 في يونغ - ) روائي من أستراليا.